# Philonthus splendens
Philonthus splendens – gatunek chrząszcza z rodziny kusakowatych i podrodziny kusaków.
Gatunek ten został opisany w 1793 roku przez Johana Christiana Fabriciusa jako Staphylinus splendens.
Chrząszcz o wydłużonym ciele długości od 10 do 15 mm. Głowę ma czarną, w zarysie czworokątną, nie węższą od przedplecza, znacznie szerszą niż dłuższą, pozbawioną mikrorzeźby pośrodku czoła. Czułki mają barwę brunatnoczarną z brunatą nasadą drugiego członu, a przedostatni człon o szerokości znacznie większej od długości. Głaszczki są brunatnoczarne. Przedplecze jest czarne, niezwężone ku przodowi, pośrodku bez punktów i mikrorzeźby, w każdym rzędzie grzbietowym ma po jednym punkcie położonym blisko przedniego brzegu. Pokrywy są nie krótsze od przedplecza, grubo i stosunkowo gęsto punktowane, z brązowym połyskiem. Piąty tergit odwłoka cechuje wyraźna, biała, błoniasta obwódka na tylnej krawędzi. Samiec ma aparat kopulacyjny symetryczny, obrócony o kąt prosty wokół osi podłużnej, zaopatrzony w paramerę z czterema szczecinkami i czarnymi, ziarenkowatymi plamkami po wewnętrznej stronie szczytu.
Owad znany z prawie całej Europy, sięgający od krajów śródziemnomorskich na południu daleko poza koło podbiegunowe na północy. Ponadto znany z Algierii, Rosji, Gruzji, Turcji, Kazachstanu, Turkmenistanu, Chin i Korei. W Europie rozprzestrzeniony od krajów śródziemnomorskich po koło podbiegunowe. Bytuje w rozkładających się szczątkami organicznych, w tym na dużych truchłach i w odchodach bydła. Spotykany także przy soku wypływającym z drzew.